# Rudy Houtsch
Rudolf "Rudy" Houtsch (8 de janeiro de 1916, data de morte desconhecida) foi um ciclista luxemburguês.
Participou nos Jogos Olímpicos de 1936, realizados em Berlim, Alemanha, onde competiu na prova individual e por equipes do ciclismo de estrada.